# Jakob Spiegel
Jakob Spiegel (auch de Speculis, Specularis, Spegellius, Spiegelius, Wimpfeling junior) (* 1483 in Schlettstadt; † um 1547) war kaiserlicher Geheimsekretär, Humanist und rechtswissenschaftlicher Autor. Sein Hauptwerk ist das Lexicon iuris civilis.

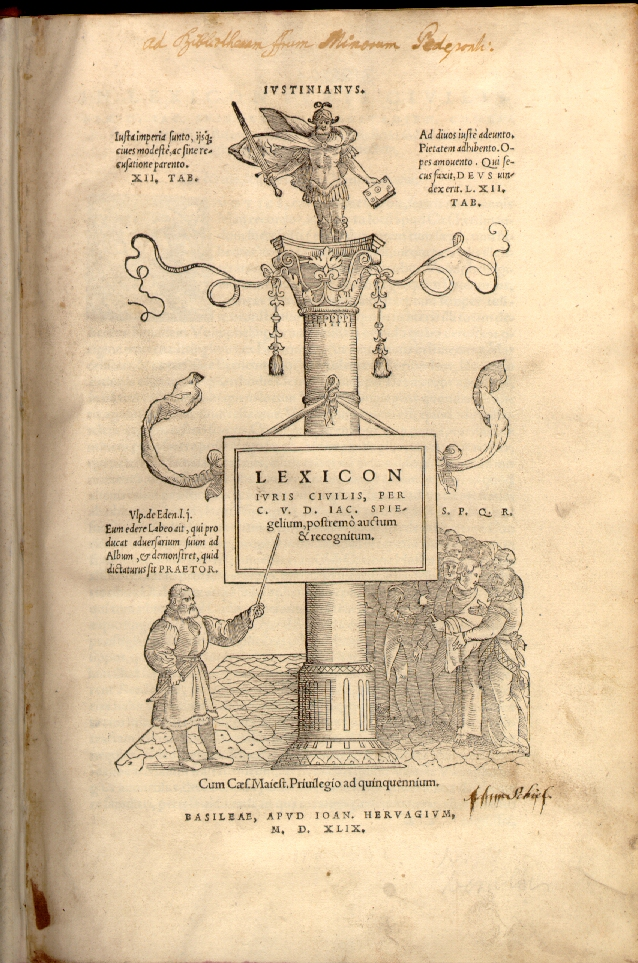
Titelblatt des Lexicon iuris civilis in der Basler Ausgabe von 1549

## Familie
Jakob Spiegel war der Sohn eines Bäckers und der Magda Wimpfeling. Er war damit Neffe des Humanisten Jacob Wimpfeling. Er selbst heiratete 1511 Clara Drach aus Colmar. Nach deren Tod warb er 1542 um die Witwe Anna Braun, die aber Beatus Rhenanus den Vorzug gab. Der Name seiner 1542 geheirateten zweiten Frau ist unbekannt. Aus erster Ehe hatte er einen Sohn, der später in seinem Haushalt lebte.

## Leben
Jakob Spiegel besuchte zunächst die Lateinschule Schlettstadt. Nach dem Tod seines Vaters lebte er bei seinem Onkel und besuchte die Domschule in Speyer. Seit 1496 studierte er in Heidelberg und wurde neben seinem Onkel von Humanisten wie Johannes Reuchlin geprägt. Er konzentrierte sich gegen Wimpfelings Willen auf die Rechtswissenschaften und setzte sein Studium in Freiburg im Breisgau fort. 
Im Jahr 1506 war Spiegel der Sekretär des Bischofs von Triest. Danach trat er in die kaiserliche Kanzlei ein. Maximilian I. bemühte sich 1508 vergeblich, Spiegel und dessen Halbbruder Johann Meyer eine Präbende am Domkapitel in Straßburg zu verschaffen. Er war 1513 kaiserlicher Rat sowie lateinischer Rat der niederösterreichischen Kanzlei. In den Jahren 1511 und 1512 vertiefte er in Tübingen noch einmal seine juristischen Kenntnisse. Dort promovierte er 1513 zum Legum Licentiatus.
Spiegel übernahm 1513 selbst einen juristischen Lehrstuhl für neueres Kirchenrecht in Wien. Daneben blieb er weiter in den Diensten Maximilians I. Die Staatsgeschäfte und die Abwesenheit von Wien zwangen ihn, seinen Lehrstuhl bald wieder aufzugeben. Er blieb aber mit den Humanisten an der Universität und in der Donaugesellschaft in enger Verbindung. Auf Reisen im Gefolge des Kaisers knüpfte er zahlreiche Kontakte zu anderen humanistisch gesinnten Persönlichkeiten. Insbesondere unterhielt er einen weitgespannten Briefwechsel mit zahlreichen humanistisch gesinnten Personen.
Nach dem Tod des Kaisers 1519 verlor Spiegel zunächst seine Anstellung und kehrte nach Schlettstadt zurück. Er war als Schriftsteller tätig und beteiligte sich intensiv an den Diskussionen in der von Wimpfeling gegründeten Gelehrten Gesellschaft am Ort. In dieser Zeit entstanden erste Vorarbeiten, die dann später in sein juristisches Hauptwerk einflossen. 
Im Jahr 1520 trat Spiegel in die Kanzlei Karls V. ein. Er war erneut kaiserlicher Rat und Sekretär der österreichischen Kanzlei. Er war auf dem Wormser Reichstag von 1521 im Hintergrund an den Verhandlungen über Martin Luther beteiligt. Er hat schließlich auch die kaiserlichen Mandate gegen Luther ausgefertigt. Durch seine antilutherische Haltung hat er sich dem päpstlichen Nuntius empfohlen. Durch Fürsprache von Erasmus von Rotterdam wechselte Spiegel 1522 in den Dienst von König Ferdinand über. Er gehörte zu dessen vertrauten Mitarbeitern. Nach dem Reichstag von Speyer von 1526 und dem Sturz des Kanzlers Gabriel von Salamanca-Ortenburg musste auch Spiegel sein Amt aufgeben. Seine Position übernahm sein Bruder Johann (gen. Maius) Spiegel. Ihm wurde eine kleine Pension gewährt.
Danach lebte Jakob Spiegel in Schlettstadt als Schriftsteller. Im Jahr 1526 erwarb er den Titel eines Doktors beider Rechte, offenbar auf päpstliche Fürsprache. Daneben war er praktisch juristisch tätig. Er war insbesondere mehrfach Botschafter des elsässischen Zehnstädtebunds. Auch hat er Kaiser und König noch Rat gegeben. Im Jahr 1536 wurde ihm der Ehrentitel eines kaiserlichen Pfalzgrafen verliehen. Er war als Berater am Hof Ferdinands 1536 in Augsburg, 1540 auf dem Reichstag zu Hagenau, 1542 in Speyer und 1545 in Worms anwesend. Zum letzten Mal wurde er 1547 erwähnt, wann er gestorben ist, ist unklar.

## Werk
Spiegel war zwar judenfeindlich und lehnte das Hebräische ab, trat aber als Verteidiger von Johannes Reuchlin auf. Als junger Humanist trat er noch für eine deutsche vom Papst unabhängige Nationalkirche ein. Später nach dem Beginn der Reformation blieb er der alten Kirche treu und plädierte ähnlich wie Erasmus für eine Reform innerhalb der Kirche. 
Spiegel war als Autor von großer Bedeutung. Von einigen kleineren Gedichten abgesehen hat er 25 Werke mit humanistischen, politischen und juristischen Inhalten hinterlassen. Er lehrte und schrieb auf Latein. Sein „Lexicon iuris civilis“ gilt als sein Hauptwerk und erlebte zahlreiche Auflagen. Nach langen Vorarbeiten wurde es 1538 erstmals veröffentlicht und seinem Bruder gewidmet.
Noch vor seinem Tod vermachte Spiegel 1543 seine bedeutende Bibliothek dem Bischof von Straßburg Wilhelm von Hohnstein. Der größte Teil der Sammlung ging während der französischen Revolution verloren. Ein 1543 von Spiegel selbst angefertigter Katalog enthält 1700 Titel. Ein Großteil machten antike und humanistische Autoren aus. Jeweils ein Viertel war theologischen und juristischen Inhalts. Die Bücher wiesen seit 1538 ein Exlibris mit seinem Wappen und einem autobiographischen Gedicht auf.

## Werke
- Lexicon Ivris Civilis. Basel, 1548 Digitalisat

- Antonii Panormitae De dictis et factis Alphonsi regis Aragonum libri quatuor: Commentarium in eosdem Aeneae Syluij, quo capitatim cum Alphonsinis contendit. Adiecta sunt singulis libri scholia per D. Iacobum Spiegelium. Basileae : ex officina Heruagiana, 1538 (Basileae : per Ioannem Heruagium et Ioan Erasmium Frobenium, 1538)